# Phyllanthus holostylus
Phyllanthus holostylus är en emblikaväxtart som beskrevs av Milne-redh.. Phyllanthus holostylus ingår i släktet Phyllanthus och familjen emblikaväxter. Inga underarter finns listade i Catalogue of Life.